# ジャズィーラ

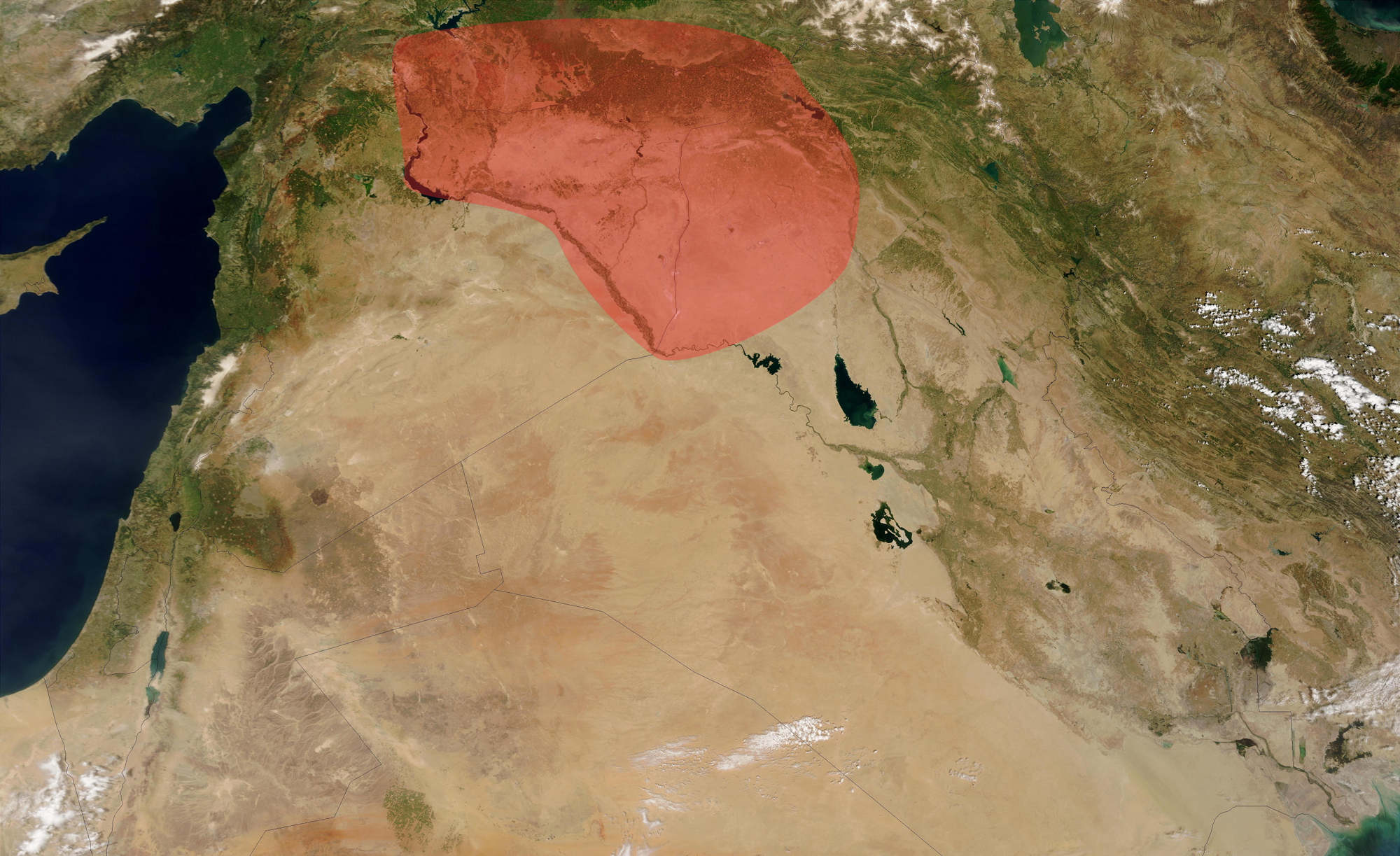
着色された部分がジャズィーラ

ジャズィーラ地方、またはアル＝ジャズィーラ地方（アラビア語:  اَلْجَزِيرَة, al-Jazīra(h), アル＝ジャズィーラ, 英字表記：Al-Jazira / Djazirah / Djezirah / Jazirahなど、アラビア語で「島、半島、中洲、河川や海に囲まれた土地」の意）はメソポタミア北部、ユーフラテス川上流からチグリス川上流にかけての地域を指すアラビア語の地方名。今日のイラク北部からシリア北部、トルコ南東部にかけての地域にあたる。トルコ南部の山地から発するハブール川とその支流がこの地域を貫いており、ジャズィーラ地方の南部で一本にまとまり南のユーフラテス川に向かって流れている。
ジャズィーラ地方の大きな町にはイラク領のモースル（ニネヴェ）、シリア領のデリゾール、ラッカ、ハサカ、カーミシュリー、トルコ領のマルディンやシャンルウルファ（エデッサ）、ヌサイビン（ニシビス）などがある。西のシリア側はハサカ県（県都ハサカ）に、東のイラク側はニーナワー県（県都モースル）にあたる。
ジャズィーラ地方は平原地帯であり、南のシリア砂漠の丘陵地帯や中部メソポタミアの平野部とは区別される。ジャズィーラ平原の北にはアナトリア高原や、トロス山脈（タウロス山脈）から東のイラク方面に伸びる東南トロス山脈があり、南には平原のなかを東西に走るアブダルアジーズ山地（Abd Al-Aziz Mountains、シリア側）とシンジャル山地（Sinjar Mountains、イラク側）がそびえる。ジャズィーラ地方は、南はチグリス川沿いのサーマッラーとユーフラテス川沿いのヒート（Hīt）までの下流をも含む。チグリスとユーフラテスの間に広がるジャズィーラ平原を潤すハブール川水系は、アブダルアジーズとシンジャルの二つの山地に突き当たるためハサカの街の近くで一つに合流し、山地を抜けて平野を流れる。平原の夏は日差しが強く灼熱で、冬は比較的湿潤であるが、近年では旱魃に悩まされている。

## 歴史
ジャズィーラ地方は、古代のアッシリアの一部をなす。メソポタミア北部のユーフラテスとチグリスに挟まれた地域は、ハブール川やバリフ川などがユーフラテスに向かって流れる平原で、新石器時代にはこの地方に自生するコムギなど野生の穀物の採集が行われ農耕や都市文明のゆりかごとなった。
ジャズィーラの名はイスラムの文献ではメソポタミア北部を指して使われた。北はアナトリア高原、南はシンジャル山地により区切られるが、シンジャル山地より南のラッカやデリゾールなど、メソポタミア中流域より北を指すこともある。アッバース朝より前の時代では東西の境界は異なっている（西はシリア北部まで含め、東はアディアベネまで含めることがある）。イスラムの時代の初期（ウマイヤ朝など）には、ジャズィーラはアルメニアと同じ行政区域にしばしば編入された。
ジャズィーラ地方はサーサーン朝ペルシャの時代にはモースル、ニシビス、アルバイェスタン（Arbayestan）などの県に分かれていた。正統カリフ軍による征服の後、地方行政については人口の多くの非イスラム教徒にジズヤ（税）が掛けられた以外、行政区分などに対する大きな変更はなかった。ムアーウィヤ（後の初代ウマイヤ朝カリフ）がシリア総督を務めていた時期は、ジャズィーラ地方はシリア州に含まれていた。
イスラム以前より、ジャズィーラは穀物や果物が豊富にとれ、利益の大きな手工業（食品製造や織物など）も盛んな経済的に豊かな地方であり、またサーサーン朝と東ローマ帝国の中間に位置するため交易も盛んで商業の中心として栄え、イスラム帝国がアナトリアの東ローマ領を征服した後も東西貿易を行い繁栄を謳歌した。
農業や工業の生産高の多さと豊かさのため、この地域は征服者であるアラブ諸部族の指導者達による争奪の対象になった。多くの武将が旧サーサーン領や旧ビザンティン領のメソポタミア北部の諸都市をまとめて支配下に入れるため戦った。この地域を支配することは、ダマスカスやバグダードに中心をおく中央政権にとっても重要だった。最終的に、アッバース朝の確立によりジャズィーラ地方はバグダードの中央政権の直轄領となる。当時のジャズィーラ地方は、アッバース朝の領内でも高い税率を掛けられていた州の一つであった。
イスラムの初期、ジャズィーラはイスラムの多数派からの分離運動（ハワーリジュ派）の中心となり何代ものカリフが鎮圧を行った。後に、ジャズィーラを拠点とする地方政権のハムダーン朝が興り、アレッポとジャズィーラの二系統の王朝が続いた。ハムダーン朝の衰退後、ジャズィーラはバグダードのカリフの支配下に戻ったがこれは名目的なもので、実権はバグダードをも支配するブワイフ朝の三兄弟が握った。
この後、ジャズィーラは西方に進出したテュルク人による王朝（イフシード朝、セルジューク朝、ザンギー朝）などが支配し、最終的にはアイユーブ朝の支配下となる。モースルやニシビスといった都市は商工業の中心として栄えたが、13世紀末のモンゴル帝国の侵入でほとんどの都市が廃墟と化した。以後モンゴル系やテュルク系の諸王朝がこの地を争奪し、15世紀にはオスマン帝国により統一され、第一次世界大戦でのオスマン帝国崩壊後はイギリスとフランスが分割した。

## 宗教と民族
ジャズィーラはクルディスタンの一部であり多くのクルド人が住みスンニ派が多数を占める。またイラク北部からシリア東部にかけてはアッシリア人が住み、アッシリア東方教会やシリア正教会など中東の中でもキリスト教徒が多い地域である。第一次世界大戦後、トルコ革命の時期にトルコ領からアッシリア人など多くのキリスト教系民族が南のフランス委任統治領シリアに逃れ、欧米に移民したほかジャズィーラに定住した。さらに1993年、ジャズィーラ東部のイラク領（モースルやニーナワー県周辺）での迫害からアッシリア人17,000人やカルデア・カトリック教会（東方典礼カトリック教会のひとつ）の信徒7,000人がシリア領内に逃れた。シリア領のジャズィーラは東のイラクや北のトルコ側からのクルド人やアッシリア人の流入、旱魃による農村からの人口流出などでこの40年間に大きく人口が増加している。